# Parque natural nacional de Synyohora
El Parque natural nacional de Synyohora (en ucraniano: Резиденція "Синьогора": Резиденція "Синьогора") (castellanizado: Sinogora), de 109 km2, se crea en 2009 a partir de la residencia oficial del presidente de Ucrania, conocida como Residencia Sinogora, ubicada cerca del concejo rural de Huta, en el raión de Bohorodchany, que desde 2020 es el raión de Ivano-Frankivsk, al oeste de Ucrania, en una zona montañosa de Prykarpattia (Ciscarpatia, al nordeste de los Cárpatos). La residencia, también conocida como residencia de invierno, es administrada por la Administración de Asuntos del Estado y financiada por el presupuesto estatal.
La residencia se construye en 2001 como sanatorio del "Ivano-Frankivskghaz", se transfiere a propiedad estatal en diciembre de 2002 por el gobierno de Yanukovych y se convierte en parque nacional en 2009..